# Подбукове при Вачах
Подбукове при Вачах (на словенски: Podbukovje pri Vačah) е село в Словения, регион Средна Словения, община Лития. Според Националната статистическа служба на Република Словения през 2015 г. селото има 34 жители.